# Barbara Putz-Plecko
Barbara Putz-Plecko (* 1956 in Klagenfurt)  ist eine österreichische Künstlerin und Kunstvermittlerin sowie Vizerektorin für Forschung in Kunst und Wissenschaft der Universität für angewandte Kunst Wien.

## Leben
Putz-Pleckos Ausbildung begann im Jahr 1974 an der Akademie der bildenden Künste in Wien, gleichzeitig studierte sie an der Universität Wien Philosophie. Ein Jahr darauf beendete sie die Ausbildung an der Akademie der bildenden Künste Wien und begann ihr Magister-Studium an der Hochschule für angewandte Kunst Wien. 1979 schloss sie sowohl das Philosophie-Studium als auch das Studium an der Hochschule für angewandte Kunst ab. Von 1986 bis 1992 betrieb sie aktive Forschung und Lehre im Bereich Museumswissenschaften und Kunstvermittlung. 1989 studierte sie neben der Forschung Kunst und Therapie an der Akademie der bildenden Künste Wien. In den Jahren 1993 bis 1997 ging sie einer Lehrtätigkeit als Assistenz an der Akademie der Bildenden Künste München nach.
Ab 1997 war Barbara Putz-Plecko an der Universität für angewandte Kunst Wien in der Leitung der Abteilung Textil – freie, angewandte und experimentelle künstlerische Gestaltung tätig. In den Jahren 2000 bis 2005 übernahm sie die Leitung des Instituts für Kunstwissenschaften, Kunstpädagogik und Kunstvermittlung. Seit dem Jahr 2005 ist sie für die Leitung der Abteilung Kunst und Kommunikative Praxis im Textilbereich zuständig. Als Vizerektorin arbeitete sie von 2007 bis 2011 in den Bereichen Ausstellungs- und Veranstaltungswesen an der Universität für angewandte Kunst Wien. Seit Oktober 2011 ist sie als Vizerektorin für künstlerische und wissenschaftliche Forschung und Qualitätsentwicklung tätig.

## Kunst und Kunstvermittlung
Putz-Plecko hat mehrere künstlerische Schwerpunkte, welche sich über die Jahre veränderten. Während sie sich in ihrer Anfangszeit auf Malerei, Zeichnungen und Objekte fokussierte, beschäftigt sie sich heute vornehmlich mit digitaler Bildproduktion. Von 1989 bis 1992 produzierte sie einen Animationsfilm gemeinsam mit Peter Putz. Die Arbeiten von Putz-Plecko wurden unter anderen im Schloss Damtschach, im Center for Architecture in Sanaa und in der Omani Society for Fine Arts in Maskat ausgestellt. 2018 legte sie ihren Themenschwerpunkt auf Mode und kuratierte eine Ausstellung in der Galerie Freihausgasse in Villach.
Nach Barbara Putz-Pleckos Verständnis ist das Lernen ein gestalterischer Vorgang, der maßgeblich von kunstgeleiteten Methoden beeinflusst werden kann. Das Lernen hängt dabei wesentlich davon ab, wie man lernt. Raum- und Lernklima, Zeit und Anschaulichkeit können dabei von großer Bedeutung sein. Das Lernen anhand von kunstgeleiteten Methoden zeichnet sich dabei, laut Putz-Plecko, durch besonderer Anschaulichkeit aus. Es fördert die Vielfalt und das Verständnis von verschiedenen Betrachtungsweisen. Dabei bezieht sich Putz-Plecko auf die Forschungen der Neurowissenschaft, laut denen die Sinne das Denken stimulieren und die Kreativität durch die Neuroplastizität, der Fähigkeit des Gehirns sich selbst zu verändern, gefördert wird.
1997 wurde Putz-Plecko mit dem Theodor-Körner-Preis ausgezeichnet. 2011 erhielt sie im Bambergsaal des Parkhotels Villach den Kulturpreis der Stadt Villach.